# مايك هنتر (سياسي)
مايك هنتر هو سياسي كندي، ولد في 1947 في إنجلترا في المملكة المتحدة. حزبياً، نشط في BC United ‏.